# 熊谷麻音
熊谷 麻音（くまがい まお、1996年8月28日 - ）は、日本のグラビアアイドル、タレント。リップ所属。青森県出身。血液型はB型。

## 人物
- 趣味 - 動物・シュノーケリング・海外旅行
- 特技 - ダーツ（プロライセンス取得）
- 両親は青森市内で「焼肉きんぎょ」を経営している。
- 妹がいてダーツ・プレーヤーである。

## 出演番組
- 踊る!さんま御殿!!（日本テレビ、2022年12月6日）
- 東北ローカルバトル ゲスト

## 雑誌
- 週刊プレイボーイ[1]